# Claudio Capéo
Claudio Capéo, pseudonimo di Claudio Ruccolo (Cernay, 10 gennaio 1985), è un cantante e fisarmonicista francese di origini italiane.
L'album di maggior successo è stato il suo terzo disco Claudio Capéo, piazzatosi primo in Francia e certificato dalla SNEP diamante.

## Discografia

### Album in studio
- 2012 - Miss Mondo
- 2010 - El Vagabond
- 2016 - Claudio Capéo
- 2018 - Tant que rien ne m'arrête
- 2020 - Penso a te

### EP
- 2015 - Mr. Jack